# أندي مانزانو
أندي مانزانو هي صانعة فيديو ساخر ‏ فلبينية، ولدت في 29 مارس 1987.